# 大島 (長崎県壱岐市)
大島（おおしま）は、長崎県壱岐島の南西に位置する日本の島。壱岐市に属し、隣接する原島・長島と共に渡良三島（わたらさんとう）を構成する。

## 概要
- 人口 - 約200人の有人島。
- 歴史 - 2004年に壱岐の4町が合併して壱岐市となるまでは、郷ノ浦町に属していた。
- 交通 - 壱岐島の郷ノ浦港を発着する壱岐市営渡船・三島丸で原島・長島と共に結ばれている。

このうち長島との間には1999年に「珊瑚大橋」が架橋されて自動車での往来が可能になっている。
- 地理 - 連絡船の発着場を兼ねている大島漁港から東には大島海水浴場があり、夏場は海水浴客で賑わいを見せる。
- 学校 - 島の中心部には壱岐市立三島小学校がある。小学校卒業後は船通学で壱岐島（本島）の壱岐市立郷ノ浦中学校に通う。

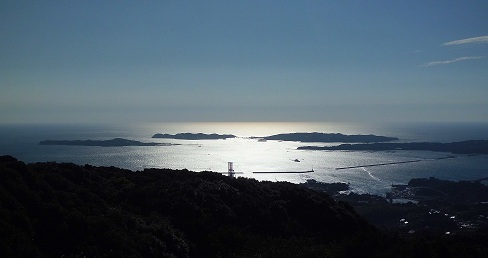
岳ノ辻から望む渡良三島（左から原島・長島・大島）

## アクセス
- 壱岐市営渡船「フェリーみしま」で郷ノ浦港より大島漁港の発着場まで約50分。